# Pietro Respighi
Pietro Respighi (Bolonia, Italia, 22 de septiembre de 1843 - Roma, Italia, 22 de marzo de 1913), fue un cardenal de la Iglesia católica y arcipreste de la Archibasílica de San Juan de Letrán.

## Carrera Eclesiástica

### Sacerdocio
Nació en la ciudad de Bolonia, Italia, en la cual recibió el sacramento de la confirmación en noviembre de 1850. Educado en el Seminario de Bolonia y en el Colegio Pío Latino Americano de Roma, donde se recibió como doctor en teología y derecho canónico en 1870. Ordenado en el sacerdocio el último día de marzo de 1866 en Roma, fue posteriormente designado por la Arquidiócesis de Bolonia para ser profesor en su correspondiente seminario en el cual estuvo de 1872 a 1874. Fue entonces nombrado arcipreste de las parroquias de San Gervasio y Protasio hasta 1891.

### Episcopado y proclamación
Fue preconizado obispo de Guastalla el 14 de diciembre de 1891 por el papa León XIII y consagrado el 20 de diciembre siguiente a manos del cardenal Lucido Maria Parocchi. Posteriormente fue designado arzobispo de Ferrara el 30 de noviembre de 1896. Creado y proclamado cardenal por el papa León XIII en el consistorio del 18 de junio de 1899, recibió el título cardenalicio de "los Cuatro Santos Coronados" (en italiano: Santi Quattro Coronati), presentando renuncia al gobierno pastoral de la Arquidiócesis de Ferrara el 19 de abril de 1900. Vicario general del 9 de abril de 1900 al 22 de marzo de 1913, período dentro del cual figuró como prefecto de la Congregación de la Visitación Apostólica y de la Congregación de la Residencia de los Obispos. Una vez fallecido León XIII, participó en el cónclave de 1903 que elegiría como sumo pontífice a San Pío X. Fue además Camarlengo del Colegio Cardenalicio de 1906 a 1907 y finalmente el 10 de enero de 1910 se le encargó como arcipreste de la Archibasílica de San Juan de Letrán, cargo en el que estuvo hasta su muerte.